# Turecko na Letních olympijských hrách 2012
Turecko se účastnilo Letní olympiády 2012. Zastupovalo ho 114 sportovců (66 mužů a 48 žen) v 16 sportech.

## Medailisté
| Medaile | Jméno                  | Sport     | Soutěž                      |
| ------- | ---------------------- | --------- | --------------------------- |
| Zlato   | Servet Tazegül         | Taekwondo | muži 68 kg                  |
| Zlato   | Aslı Çakır Alptekinová | Atletika  | ženy 1500 metrů             |
| Stříbro | Gamze Bulutová         | Atletika  | ženy 1500 metrů             |
| Stříbro | Nur Tatarová           | Taekwondo | ženy 67 kg                  |
| Bronz   | Rıza Kaya'alp          | Zápas     | Muži řecko-římský do 120 kg |